# Chalioides vitrea
Chalioides vitrea är en fjärilsart som beskrevs av Swinhoe 1892. Chalioides vitrea ingår i släktet Chalioides och familjen säckspinnare. Inga underarter finns listade i Catalogue of Life.